# ادگار آدریان
ادگار داگلاس آدریان، اولین بارون (Edgar Douglas Adrian, 1st Baron Adrian) OM PRS‏(۳۰ نوامبر ۱۸۸۹ – ۴ اوت ۱۹۹۷)،‏ یک الکتروفیزیولوژیست و دریافت کننده جایزه نوبل ۱۹۳۲ در زمینه فیزیولوژی بود که این جایزه را به‌طور مشترک با سر چارلز شرینگتون به خاطر کار در عملکرد نورون‌ها دریافت نمود. او شواهد تجربی را در ارتباط با قانون همه-یا-هیچ اعصاب ارائه نمود.
زندگی‌نامه
آدریان در همپستد لندن متولد شده بود و جوان‌ترین فرزند آلفرد داگلاس آدریان بود. او مشاور قانونی هیئت دولت محلی و فلورا لاوینیا بارتون بود.
او در مدرسه وستمینستر تحصیل کرده و سپس علوم اعصاب را در کالج ترینیتی کمبریج مطالعه کرده و در ۱۹۱۱ میلادی فارغ‌التحصیل گشت. در ۱۹۱۳ میلادی برای یک فلوشیپ از کالج ترینیتی به خاطر تحقیقاتش در مورد قانون «همه یا هیچ» اعصاب انتخاب شد.
بعد از کامل کردن درجه پزشکی (MB BCh) در ۱۹۱۵ میلادی، کار بالینی را در بیمارستان سنت بارتولومیو لندن طی جنگ جهانی اول بر عهده گرفت تا سربازانی که دچار آسیب عصبی و اختلالات عصبی چون موج‌گرفتگی شده‌اند را درمان نماید. آدریان به عنوان مدرس به کمبریج بازگشت، دکترای پزشکی (MD) خود را در ۱۹۱۹ بدست آورده و در ۱۹۲۵ شروع به تحقیقات در حوزه اعضای حسی بدن انسان با کمک روش‌های الکتریکی نمود.
حرفه
او با ادامه مطالعات کیت لوکاس، از الکترومتر مویرگی و لامپ پرتوی کاتدی جهت تقویت سیگنال‌های تولیدی توسط دستگاه عصبی استفاده کرده و قادر بود تا تخلیه شارژهای الکتریکی تک فیبر عصبی را تحت محرک فیزیکی ثبت نماید (به نظر می‌رسید که از قورباغه‌ها در آزمایشش استفاده می‌کرد). یک کشف تصادفی در ۱۹۲۸ میلادی توسط آدریان، حضور الکتریسیته را در سلول‌های عصبی اثبات کرد. آدریان گفت:
من الکترودهایی را، در ارتباط با برخی آزمایش‌های مربوط به شبکیه چشم، بر روی عصب نوری یک وزغ قرار دادم. اتاق تقریباً تاریک بود و من از شنیدن نویزهای تکرارشونده در بلندگوی متصل به تقویت کننده گیج شدم. این صداها حاکی از آن بودند که فعالیت بسیار زیادی مرتبط با تکانه‌های عصبی در جریان اند. تا این که فهمیدم ارتباطی بین صدا و تحرکات درون اتاق وجود داشته و من در میدان بینایی وزغ قرار دارم و در حقیقت چشمان وزغ نسبت به اعمال من سیگنال‌دهی می‌کنند.
یکی از نتایج کلیدی که در ۱۹۲۸ منتشر شدند، بیان می‌کنند که تحریک پوست تحت تحریک ثابت در ابتدا قوی بوده ولی به تدریج طی زمان کاهش می‌یابد، در حالی که تکانه‌های حسی که در طول اعصاب از نقطه تماس عبور می‌کنند از لحاظ قدرت ثابت اند، با این وجود فراکنسشان طی زمان کاهش یافته و در نتیجه میزان حس شدنشان توسط مغز محو می‌شود.
با گسترش چنین نتایجی به مطالعه درد ناشی از تحریک دستگاه عصبی، او اکتشافاتی را در رابطه با دریافت چنین سیگنال‌هایی توسط مغز و توزیع فضایی نواحی حسی قشر مخ در حیوانات مختلف انجام داد. این نتایج منجر به ایده نقشه حسی شد که به آن در دستگاه حسی-پیکری هومونکولوس (homunculus) گویند.
بعدها، آدریان از الکتروانسفالوگرام جهت مطالعه فعالیت الکتریکی مغز انسان‌ها استفاده نمود. کار او در رابطه با ناهنجاری‌های ریتم برگر، راه را برای تحقیقات بعدی در رابطه با صرع و سایر آسیب‌های مخی باز نمود. او بخش نهایی حرفه تحقیقاتی خود را به تحقیقات بویایی اختصاص داد.
موقعیت‌هایی که او طی حرفه اشغال نمود شامل این موارد اند: پروسور فولرتون ۱۹۲۹–۱۹۳۷؛ پروفسور فیزیولوژی در دانشگاه کمبریج ۱۹۳۷–۱۹۵۱؛ رئیس جامعه سلطنتی ۱۹۵۰–۱۹۵۵؛ مستر کالج ترینیتی در کمبریج طی ۱۹۵۱–۱۹۶۵؛ رئیس جامعه سلطنتی پزشکی ۱۹۶۰–۱۹۶۲؛ چنسلر دانشگاه کمبریج ۱۹۶۷–۱۹۷۵؛ چنسلر دانشگاه لیسستر ۱۹۵۷–۱۹۷۱. آدریان به عنوان عضو افتخاری خارجی آکادمی هنر و علوم آمریکا در ۱۹۳۸ میلادی انتخاب شد. در ۱۹۴۶ عضو خارجی آکادمی هنر و علوم سلطنتی هلند شد. در ۱۹۴۲ میلادی برنده عضویت در نشان مریت و در ۱۹۵۵ میلادی برای او در شهرستان کمبریج، عنوان «بارون آدریان کمبریج» ایجاد شد.
او در کمبریج فوت کرد و افتخار خاکسپاری در کالج ترینیتی کمبریج برایش فراهم گشت.